# Marketing générationnel
Le concept de génération est apparu dans des recherches marketing à partir des années 1980. Avec l’augmentation de l’espérance de vie et le vieillissement de la population, des points de contact entre générations se sont créés, on parle parfois de « choc des générations » et c’est pour cela que cette notion est devenue particulièrement pertinente en marketing.
Le marketing générationnel est un concept difficile à appréhender car il couvre des pratiques différenciées. En effet, il fait référence à une méthode de segmentation et de ciblage basée sur la notion de génération qui couvre trois grandes pratiques. Il peut consister à créer une offre spécifique pour une génération, le marketing intragénérationnel ; soit à créer une offre qui va traverser plusieurs générations, le marketing transgénérationnel ; ou encore à développer une offre destinée à deux générations distinctes, le marketing intergénérationnel.

## Marketing intragénérationnel
Le marketing intragénérationnel consiste à prendre en compte la génération des consommateurs afin de construire une stratégie marketing. Cela va donc consister à segmenter les consommateurs en créant des groupes de personnes partageant des pratiques et valeurs communes. Ces personnes perçoivent et appréhendent la vie de la même façon car ils sont nés à la même époque, ont à peu près le même âge et ont donc vécu les mêmes événements historiques et sociaux, c’est la notion de cohorte. Une cohorte consiste à un ensemble d'individus d’une même génération qui sont liés entre eux car ils ont vécu des expériences communes et cela va ainsi former des valeurs et codes communs mais aussi guider leurs comportements. 
Le principe du marketing intragénérationnel est donc de définir l’offre, les actions marketing et la communication de la marque en prenant en compte les caractéristiques de ces générations.
Il y aura des manières différentes de communiquer pour chaque génération en fonction de leurs spécificités.
Dans cette optique, il faut construire des classes représentant des générations, afin d’établir sa stratégie marketing en prenant compte les points communs des membres de ces classes. 
Il y plusieurs types de générations :
- La génération au sens démographique : c’est-à-dire la classe d’âge, par exemple les 15-25 ans ou les adolescents.
- La génération au sens généalogique : c’est-à-dire les générations de filiation, par exemple parents-enfants
- La génération au sens socio-cognitif : c’est-à-dire des individus qui ont vécu des expériences communes que l’on appelle marqueurs générationnels. Ce sont des événements, des expériences communes qui lient des individus entre eux.

Plusieurs classifications de générations ont été proposées dans la littérature marketing. 
Dans une optique socio-cognitive, voici des exemples de générations basées sur des marqueurs générationnels et valeurs communes, ainsi que quelques éléments qui les caractériseraient, parfois utilisées en marketing :
- La génération des séniors[4] : ce sont les individus nés de 1936 à 1945, ils ont été marqués par la guerre et ils ont notamment une relation particulière aux produits alimentaires car ils ont eu l’habitude de la restriction.
- La génération des baby-boomers[5],[4] : ce sont les individus nés après la seconde guerre mondiale[4]. Les membres de cette génération partagent des valeurs et une vision de la vie commune : ils ont pu profiter de la reconstruction après la guerre. Ils ont foi en l’avenir et cela n’a pas été affecté par la crise.
- La génération X : C’est la génération qui suit celle des baby-boomers. Certains auteurs les considèrent comme les individus nés entre 1966 et 1976[6]. Les individus de cette génération sont souvent considérés comme plus sceptiques et pessimistes que leurs parents car ils ont vécu des périodes de crises économiques[7]. De nombreux individus de cette génération ont vécu le divorce de leurs parents, et sont vus comme plus pragmatiques à l’égard de la famille[6].
- La génération Y : C’est la plus grosse cohorte générationnelle, car il s’agit des enfants des baby-boomers. Certains auteurs les considèrent comme les individus nés entre 1977 et 1994, cependant un débat subsiste sur les bornes de cette génération. Cette génération est très sophistiquée, à l’aise avec la technologie car ces individus ont grandi durant la démocratisation de l’Internet et de l’informatique. Ils sont également considérés comme moins sensibles à la plupart des discours marketing et commerciaux traditionnels car ils ont grandi exposés en permanence à ces pratiques[6] et moins fidèles aux marques[6],[8].
- Les Digital Natives[2]: la définition de cette génération est débattue, il n’y a notamment pas de consensus sur la date de naissance des digital natives. On peut cependant la définir comme une partie de la population qui est submergée et enthousiaste vis-à-vis du monde numérique et ayant développé des compétences spécifiques dans ce domaine. C’est une génération avec une culture numérique et des pratiques et façons d’agir communes qui les distinguent de leurs ainés notamment un usage constant d’internet, un rapport à l’offre spécifique, qui est vue comme gratuite notamment celle des offres culturelles et une notion d’instantanéité dans leur façon de consommer[9]. Pour cibler les digitales natives, les marques doivent avoir une démarche plurimédias c’est-à-dire qu’elles devraient utiliser un grand nombre de médias différents : réseaux sociaux numériques, sites de vente en ligne, etc[9].

Il convient d’être prudent lors de l’utilisation de ces générations en marketing car ces classifications sont très débattues, notamment les bornes de chaque génération et leurs caractéristiques. 
Dans une optique de marketing intragénérationnel, il sera donc nécessaire de bien analyser les codes, attitudes et comportements de la génération ciblée afin notamment d’identifier comment les membres de cette génération prennent leurs décisions d’achats, à quels discours les individus seront le plus sensibles, quels supports doivent être utilisés pour communiquer, quelles attentes ont-ils en matière de service client, etc.

### Exemple
Par exemple, en 2011, le constructeur automobile Kia a créé une campagne destinée à toucher la génération Y appelée « Kia, inspiré par vos j’aime » où les internautes sont invités à partager leurs goûts et envies sur la page Facebook de la marque. Cette approche dans laquelle la marque fait participer la génération Y permet de toucher cette génération peu sensible à la publicité traditionnelle.

## Marketing transgénérationnel
Le marketing transgénérationnel traverse les générations et peut s’adresser à des cibles d’âges très divers. Cela joue sur l’affectif pour rassembler les générations, des séniors aux enfants. 
Le marketing marque les esprits des plus jeunes pour les emmener par des comportements de fidélisation tout au long des étapes de la vie. Le préfixe trans sous-entend une continuité entre les classes d’âge et le rassemblement de plusieurs générations autour de pratiques et croyances communes. Cela permet la transmission entre générations. 
Les marques transgénérationnelles s’adressent à plusieurs générations, que ce soit avec un produit unique ou une gamme différenciée. La marque permet de relier les générations afin de rassembler la famille.

### Exemples
La marque Kellogg’s utilise le marketing transgénérationnel, elle permet à travers sa large gamme de toucher différentes cibles, tout en rassemblant plusieurs générations autour du petit déjeuner. 
D’autres marques ont recours au marketing transgénérationnel : Nutella et ses spots télévisés centrés sur la famille qui partage ensemble une tartine ; Kinder qui met en scène plusieurs générations et Nivea et son fameux pot bleu qui se transmet de la grand-mère au nouveau-né.

## Marketing intergénérationnel
Le marketing intergénérationnel ne doit pas être confondu avec le marketing transgénérationnel. Ici, la marque s’adresse à deux générations distinctes avec un même produit et une même communication. 
Pour établir la stratégie marketing, il faut chercher des points communs pour construire l’offre et l’argumentaire en s’appuyant sur les valeurs communes des deux générations. Cela s’adresse essentiellement aux tandems familiaux : grands-parents et petits-enfants ou parents et enfants et sur les liens d’influences qui s’appliquent. 

### Exemples
La marque de vêtements Comptoir des Cotonniers cible toutes les générations de femmes au sein d’une famille au travers de vêtements classiques et intemporels. La marque utilise une communication qui met en scène deux ou plusieurs générations sur les mêmes affiches.
La marque de vêtements de sport Le Coq Sportif a mis en place une campagne de communication autour de la relation père-fils pour une collection de sweat-shirts qui peuvent être portés par plusieurs générations de la famille. 

## Limites du marketing générationnel
Il est difficile de différencier marketing générationnel et segmentation liée à l’âge surtout pour les produits destinés aux âges extrêmes de la vie. En effet, certains produits sont conçus avec des caractéristiques liées à l’âge sans pour autant s’adresser à une génération à proprement parler. Par exemple, les baignoires conçues pour les personnes âgées ne s’adressent pas à une génération spécifique mais le produit est lié au vieillissement.
Le marketing générationnel, c’est-à-dire développer une offre pour une génération spécifique, peut aussi être difficile à mettre en œuvre et n’est parfois pas pertinent car :
- Il ne prend pas en compte les différences entre l’âge cognitif et l’âge psychologique, c’est-à-dire l’âge ressenti par l’individu. A un âge donné, certaines personnes se perçoivent plus jeunes parce qu’elles sont en pleine forme et il ne sera donc pas pertinent de parler de la même façon à tous les membres d’une même génération[4].
- Le marketing générationnel ne prend pas en compte le vécu et l’expérience de vie de chaque individu. En effet, plus l’on avance dans la vie moins les évènements qui ont été vécus par une même génération deviennent important par rapport à l’expérience individuelle. Deux personnes d’une même génération pourront avoir une vision de la vie et des comportements différents s’ils ont vécu des vies opposées[4].